# Quilombo Água Fria
O Quilombo Água Fria é uma comunidade remanescente de quilombo. Está situado na zona rural de Oriximiná às margens do rio Cuminã, um dos afluentes do rio Trombetas, no estado do Pará: região Norte do Brasil.

## Território
O território quilombola foi titulado em 1996, e desde a titulação os quilombolas de Água Fria mantêm 100%  da floresta preservada dentro de suas áreas.  A Comunidade Remanescentes de Quilombo Água Fria foi a segunda a ser reconhecida com a titulação no município de Oriximiná, no oeste do Pará.